# Alina Kisiel
Alina Kisiel, z domu Wrzosek (ur. 9 stycznia 1956 w Radomiu) – polska siatkarka, mistrzyni i reprezentantka Polski.

## Kariera sportowa
Była zawodniczką Wisły Kraków, z którą wywalczyła mistrzostwo Polski w 1982 i 1984 oraz wicemistrzostwo Polski w 1976, 1977, 1981 i 1985.
W 1975 wystąpiła na mistrzostwach Europy juniorek, zajmując z drużyną 6. miejsce. W latach 1977–1981 wystąpiła 40 razy w reprezentacji Polski seniorek, m.in. na mistrzostwach Europy w 1981 (5. miejsce).